# Понс-Інлет (Флорида)
Понс-Інлет (англ. Ponce Inlet) — місто (англ. town) в США, в окрузі Волусія штату Флорида. Населення — 3364 особи (2020).

## Географія
Понс-Інлет розташований за координатами 29°5′14″ пн. ш. 80°55′38″ зх. д. / 29.08722° пн. ш. 80.92722° зх. д. (29.087094, -80.927135).  За даними Бюро перепису населення США в 2010 році місто мало площу 38,32 км², з яких 11,69 км² — суходіл та 26,62 км² — водойми.

## Демографія
Згідно з переписом 2010 року, у місті мешкали 3032 особи в 1535 домогосподарствах у складі 1022 родин. Густота населення становила 79 осіб/км².  Було 2916 помешкань (76/км²).
Расовий склад населення:
| - 97,0 % — білих - 1,0 % — азіатів - 0,3 % — корінних американців - 0,1 % — вихідців з тихоокеанських островів - 0,1 % — чорних або афроамериканців |

До двох чи більше рас належало 1,3 %. Частка іспаномовних становила 1,8 % від усіх жителів.
За віковим діапазоном населення розподілялося таким чином: 8,3 % — особи молодші 18 років, 54,0 % — особи у віці 18—64 років, 37,7 % — особи у віці 65 років та старші. Медіана віку мешканця становила 60,8 року. На 100 осіб жіночої статі у місті припадало 97,8 чоловіків;  на 100 жінок у віці від 18 років та старших — 96,1 чоловіків також старших 18 років.
Середній дохід на одне домашнє господарство  становив 99 289 доларів США (медіана — 72 893), а середній дохід на одну сім'ю — 111 033 долари (медіана — 83 107). За межею бідності перебувало 6,7 % осіб, у тому числі 8,9 % дітей у віці до 18 років та 3,6 % осіб у віці 65 років та старших.
Цивільне працевлаштоване населення становило 1046 осіб. Основні галузі зайнятості: освіта, охорона здоров'я та соціальна допомога — 26,3 %, фінанси, страхування та нерухомість — 20,6 %, науковці, спеціалісти, менеджери — 17,8 %.